# Sidi Hmad Ou Hamed
Sidi Hmad Ou Hamed (àrab سيدي احمد أوحامد) és una comuna rural de la província d'Essaouira de la regió de Marràqueix-Safi. Segons el cens de 2014 tenia una població total de 4.034 persones.